# Juan Guerrero Urreisti
Juan José Guerrero Urreisti (San Sebastián, 2 de febrero de 1901-Arroyo de las Fraguas, 14 de abril de 1980) fue un compositor, director de orquesta y editor español perteneciente a la corriente musical del regionalismo cántabro. Estudió y utilizó las características del folclore tradicional de la región para realizar adaptaciones y nuevas obras de inspiración popular.
En 1926 compuso el Himno a La Montaña o Himno de Cantabria, establecido desde 1987 como himno oficial de la comunidad autónoma.

## Biografía

### Infancia
Juan Guerrero Urreisti nació en San Sebastián el 2 de febrero de 1901, en un ambiente familiar de músicos. Su padre, Mariano Noguera, fue un músico militar al que trasladaron en 1898 de Murcia a San Sebastián. Allí conoció a la madre del compositor, Dolores Urreisti, dando lugar al nacimiento de cuatro hijos, de los cuales el compositor sería el primero.
En 1903, el padre del compositor se traslada a Santander como clarinetista de la Banda del Regimiento de Valencia. Se trata de un momento de transformación industrial y cultural en la ciudad cántabra, en la que nacen sociedades musicales, teatros y salones que sitúan a la música en el centro de la actividad cultural urbana. A finales de la primera década del siglo, la consolidación de la ciudad de Reinosa como uno de los ejes industriales de la región (en 1918 se crea la Sociedad Española de Construcción Naval, conocida como "La Naval") trajo consigo un crecimiento económico idóneo para el fortalecimiento de su banda de música. En 1910, la plaza de director musical de la misma se quedó vacante, lo que llevó al padre del compositor a decidir abandonar el ejército y presentarse, ocupándola finalmente.
Es en este ambiente donde el compositor estudió teoría y práctica de la música, bajo la tutela de su padre. De él aprendió muy tempranamente lenguaje musical, armonía, composición e interpretación. Con diez años de edad tocaba el piano y el clarinete, además de componer sus primeras piezas y acercarse al entorno del repertorio característico de banda. Un año después compondría su primera pieza para piano, La Bella Sourire.

### Juventud
En 1919 cumple la mayoría de edad y comienza a trabajar para "La Naval", al mismo tiempo que continúa estudiando y desarrollando sus composiciones. Es el año en que estrena sus primeras obras para banda, como la marcha fúnebre Jueves Santo. Dos años más tarde, releva a su padre en el cargo de director de la banda de Reinosa y comienza a componer obras más comerciales para banda y pequeña orquesta como Fox-Trot y Tango, ofrecidas al público en los cafés, el casino y el liceo de la ciudad de Reinosa.
En 1922 completa con altas calificaciones sus estudios de solfeo y armonía en el Conservatorio de Madrid y comienza la transcripción y armonización de cantos populares de la música folclórica. Tras ganar junto a la banda el tercer premio en las Fiestas de Santander, conoce a Ramón Sáez de Adana, director de la Coral y Banda Municipal de Santander, al que dedica un pasodoble, Pico Cordel.
Con veinticuatro años funda la Agrupación Artística Reinosana junto a otros músicos e intelectuales de Reinosa como Adolfo de la Peña, Teodoro Pastor y Luis Mazorra. La agrupación se concibió como un espacio dedicado a difundir la cultura de Campoo en todas sus formas, concretamente musicales y teatrales. La agrupación contó con una orquesta de cámara, una rondalla, un cuadro artístico para teatro y un coro de más de sesenta voces que pasaría a llamarse en 1928 Los Coros Campurrianos, dirigido por su hermano, Mariano Guerrero. Es este entorno para el que el compositor desarrolló la mayoría de su producción.

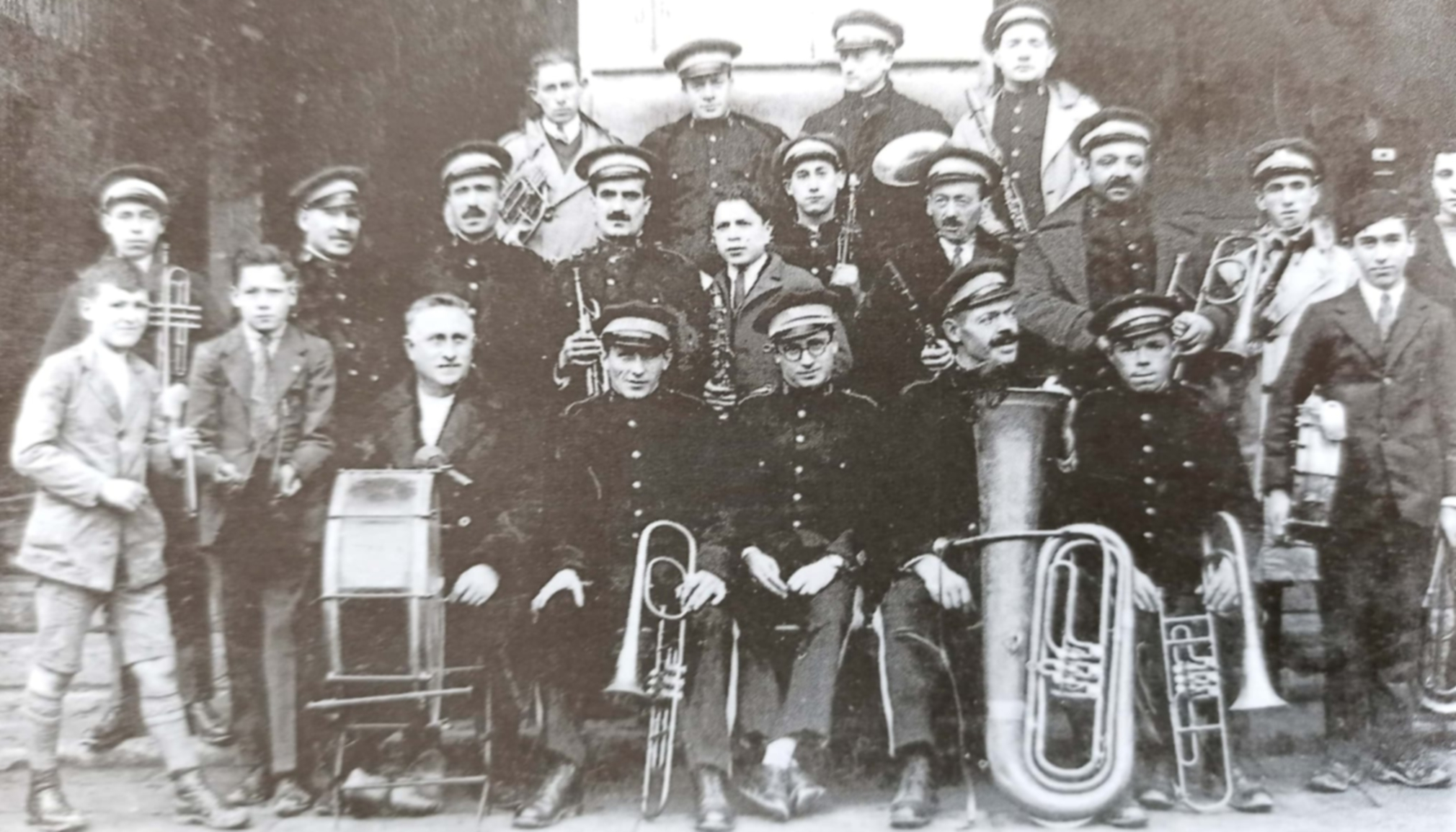
Juan Guerrero Urreisti (abajo, centro) junto a la banda de música de Reinosa en 1927

A partir de 1925 comienza un periodo de crecimiento en su obra en el que estrena obras como su primera zarzuela El indiano, con libreto de Luis Mazorra. Es también el momento en el que compondrá su Himno a la Montaña, estrenado el 20 de enero de 1927 en el Teatro Principal de Reinosa y el 13 de febrero en el Teatro Pereda de Santander y escogido como himno oficial de Cantabria en 1987.
A la edad de veintisiete años se casa con la profesora de escuela Paula de la Serna y es nombrado Jefe de la sección de Aprovisionamiento en "La Naval". En 1931 nace su segundo hijo, lo que inspira la composición de dos de sus canciones más populares: Serenita cae la nieve y Tantum ergo.
A pesar de un periodo de oscuridad en torno a 1934, marcado por el fallecimiento de su padre y la huelga general de "La Naval", continúa su crecimiento artístico y termina sus estudios de composición en el Conservatorio Superior de Madrid y de piano en el Conservatorio de Vizcaya.

### Los años de la Guerra Civil
Un año antes del estallido de la Guerra Civil, el ambiente político reinosano mostraba inestabilidad. El 1 de mayo de ese mismo año, el compositor dirige la interpretación de La Internacional en el templete de la plaza, tras lo que es destituido como director. En 1936 es detenido durante varios días, cesado de su empleo y el 19 de diciembre una bomba fulmina su casa en Reinosa.
Pese a no participar activamente en política, en 1937 es detenido por intentar cambiar de territorio. En este ambiente escribirá el salmo de oficio de difuntos Paccantem me, en honor a los fallecidos en la guerra. Tras ella, la escasez bloqueó la obra del compositor, que centró sus esfuerzos en sacar adelante la economía familiar.
En el término de 1939 intentará reanudar la actividad musical de Reinosa, organizando coros y desarrollando nuevas actuaciones. En 1941 recupera la dirección de la banda y coro de Reinosa y es nombrado Delegado Comarcal de Educación y Descanso.

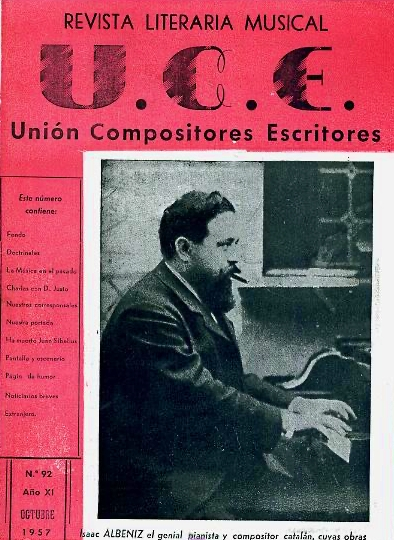
Portada del n.º 92 de la revista Unión de Compositores y Escritores (U.C.E.)

### Etapa de periodismo musical en Madrid

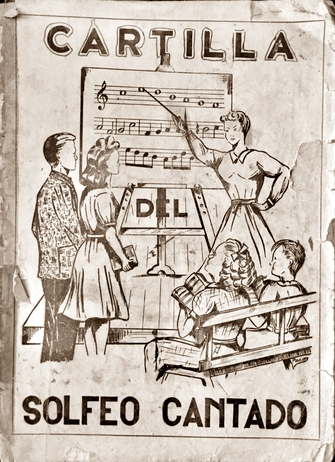
Portada de la cartilla del solfeo cantado, creada por Juan Guerrero Urreisti

En la década de los 40, el compositor y su familia se instalan en Madrid, donde comienza una etapa de emprendimiento en el campo del periodismo musical de la ciudad. En este periodo, funda la revista Unión de Compositores y Escritores (UCE), de la que será director y editor. En ella publicarán compositores como Jacinto Guerrero, Ramón Sáez de Adana y Jesús Guridi. La revista contenía entrevistas, concursos, artículos, crítica, poesía, noticias nacionales e internacionales y fragmentos de novela.
Fue constante su crítica al sistema educativo, que consideraba poco pedagógico; por ello, editó la Cartilla del Solfeo Cantado, un sistema para el aprendizaje del solfeo enfocado a fomentar la facilidad de entrenamiento musical inicial a través del canto.
A partir de 1958 comienza una etapa muy fructífera en la capital, en la que colabora con escritores y músicos cántabros, por un lado, y permanece presente en círculos madrileños como la tertulia dominical Teatro Lara con Alforjas para la Poesía, en los que se debate sobre las artes.
De su amistad con Gerardo Diego nace el himno Pico tres mares, que compone en 1971 con letra del poeta santanderino. En el mismo año, estrena de forma exitosa la comedia Iparraguirre en el Teatro Principal de San Sebastián, donde rinde homenaje al poeta José María Iparraguirre por su aniversario.
En 1980, el compositor había comenzado a trabajar en el proyecto de su primera ópera, Cristóbal Colón, con libreto de A. Domínguez Ortiz, pero el 14 de abril de ese año fue asesinado en Arroyo de las Fraguas (Guadalajara).

## Estilo y obra
La producción compositiva del autor se enmarca dentro de un proceso que había comenzado a finales del siglo XIX con la recolección de melodías tradicionales pertenecientes al folclore cántabro y que contaba con contribuciones de gran peso, como la realizada por Sixto de Córdoba en su Cancionero Popular de la Provincia de Santander.
Juan Guerrero Urreisti realizó una labor doble que consistió en adaptar y armonizar el material preexistente, por un lado, y en producir nuevos materiales musicales a partir del análisis de las características regionales asociadas al ritmo, interválica, armonía, melodía y forma. Gran parte del mérito del compositor fue familiarizar a la sociedad de su tiempo con este contenido, actualizándolo y haciéndolo cercano y presente en la vida cultural de la región.
El espacio donde concretó mejor los rasgos del costumbrismo regional fue el de las obras para escena (zarzuelas, comedias, sainetes, escenas invernales, estampas), donde pudo plasmar “la realidad cotidiana de la aldea, los tipos, personajes y lenguaje” estudiados. Algunos de los recursos en los que se materializa son el uso de la terminación en “u”, característica del habla en el territorio (“pueblu”, “puertu”), el empleo de la técnica vocal de boca cerrada para dotar de una atmósfera determinada, y el uso de fonemas y otras formas del habla. Se acercó también a otros entornos del folclore, como el andaluz (con su zarzuela Oro verde, de 1952), o los asturiano, gallego y vasco (Iparraguirre, 1971).
La disposición favorable de agrupaciones como una banda de música, orquesta de cámara, coro, rondalla y cuadro teatral le permitieron cultivar y trabajar numerosos géneros y formaciones. Aunque trabajó formas instrumentales, la mitad de su obra se centra en el ámbito coral.
En su producción hay catalogadas un total de 161 obras: 49 son canciones a capela, 26 para voz e instrumento, 20 para banda de música, 15 para piano, 7 para agrupaciones de cámara, 11 obras escénicas y 24 libretos.

En relación con la esencia de su contribución musical, los investigadores Rosa Mª Conde e Ignacio San José han realizado un trabajo de recopilación y descripción de su labor que sintetiza así las características de su producción:
“(…) Campoo fue su musa, numen de sus composiciones y libretos. En todos ellos describe magistralmente y con gran pureza, el carácter y el léxico de sus paisanos, la atmósfera de las fiestas, los cantos tradicionales y las costumbres ancestrales.”